# Mare Moscoviense
Mare Moscoviense ("mar de Moscòvia") és un mar de la Lluna situat a la conca d'impacte Moscoviense. Es tracta d'un dels escassos mars que es troben a la cara oculta de la Lluna. Té un diàmetre de 277 kilòmetres, i una àrea de 19.600 kilòmetres quadrats.
Igual que el Mare Marginis, aquest mar sembla força prim. Tanmateix, es troba clarament centrat en una gran conca d'impacte. És molt més baix que el terra de la conca exterior o que la zona muntanyosa més llunyana. La gran profunditat d'aquest mar per sota de la zona muntanyosa que l'envolta explica per què els mars són tan rars en la cara fosca de la Lluna. Molt poques conques d'impacte de la zona fosca de la Lluna han estat prou profundes com per a permetre el vulcanisme que forma aquests mars. D'aquesta manera, mentre les grans conques d'impacte es poden trobar en les dues cares, els grans mars es troben fonamentalment en la cara visible. Els mars de lava poden arribar a la superfície més ràpidament en aquesta cara que no pas en l'altra. El material de les conques pertany a l'època lunar nectariana, mentre el material del mar és de l'imbrià superior.
El cràter Komarov es troba al sud-est del mar, i el cràter Titov és al nord.
Aquesta regió deu el seu nom a les primeres imatges de la zona recollides per la sonda lunar soviètica Luna 3. Tanmateix, avui en dia només el nom Mare Moscoviense està reconegut per la UAI.